# Gomatruda
Gomatruda (en francés, Gomatrude, Gométrude o Gomatrudis; 598-630) fue una reina franca de principios del siglo VII, por su matrimonio con el rey Dagoberto I.

## Orígenes familiares
Gomatruda era la hermana más joven de Sichilda, tercera esposa de Clotario II, padre de Dagoberto I. En la medida en que Sichilda era la madre de Cariberto II, intentaron con su hermano Brodulfo o Brunulfo, que intentó defender los derechos de su sobrino sobre el reino de Aquitania contra las ambiciones de Dagoberto I. Brunulfo es el padre de una Teodetrudis o Teodila conocida por una carta del año 626 en relación con una división de tierra en el Lemosín.
Christian Settipani señala que hay similitudes onomásticas entre la familia de Sichilda y la de Magnacairo († 565), duque de los francos transjuranos y padre de la reina Marcatruda, que él considera que deriva de Ragnacaire, rey de los francos en Cambrai. Pero, a falta de datos más precisos, se limita a mencionar la posibilidad de un parentesco.

## Vida
En 625, Clotario casó a su cuñada con su propio hijo, Dagoberto que ya era entonces rey de Austrasia. La ceremonia, que tuvo lugar en Clichy, en Reuilly, o en la villa real de Clippiacum situada en el municipio actual de Saint-Ouen (Seine-Saint-Denis), lo que dio lugar a un violento enfrentamiento entre el padre y el hijo, reclamando el hijo la totalidad de  Austrasia. Un arbitraje de doce francos terminó por dar la razón a Dagoberto. En 629, a la muerte de Clotario II, Dagoberto se convirtió en el rey único de Francia y repudió a Gomatruda para casarse con Nantilde. Se ignora qué ocurrió después con Gomatruda.